# Cartulaire de Redon

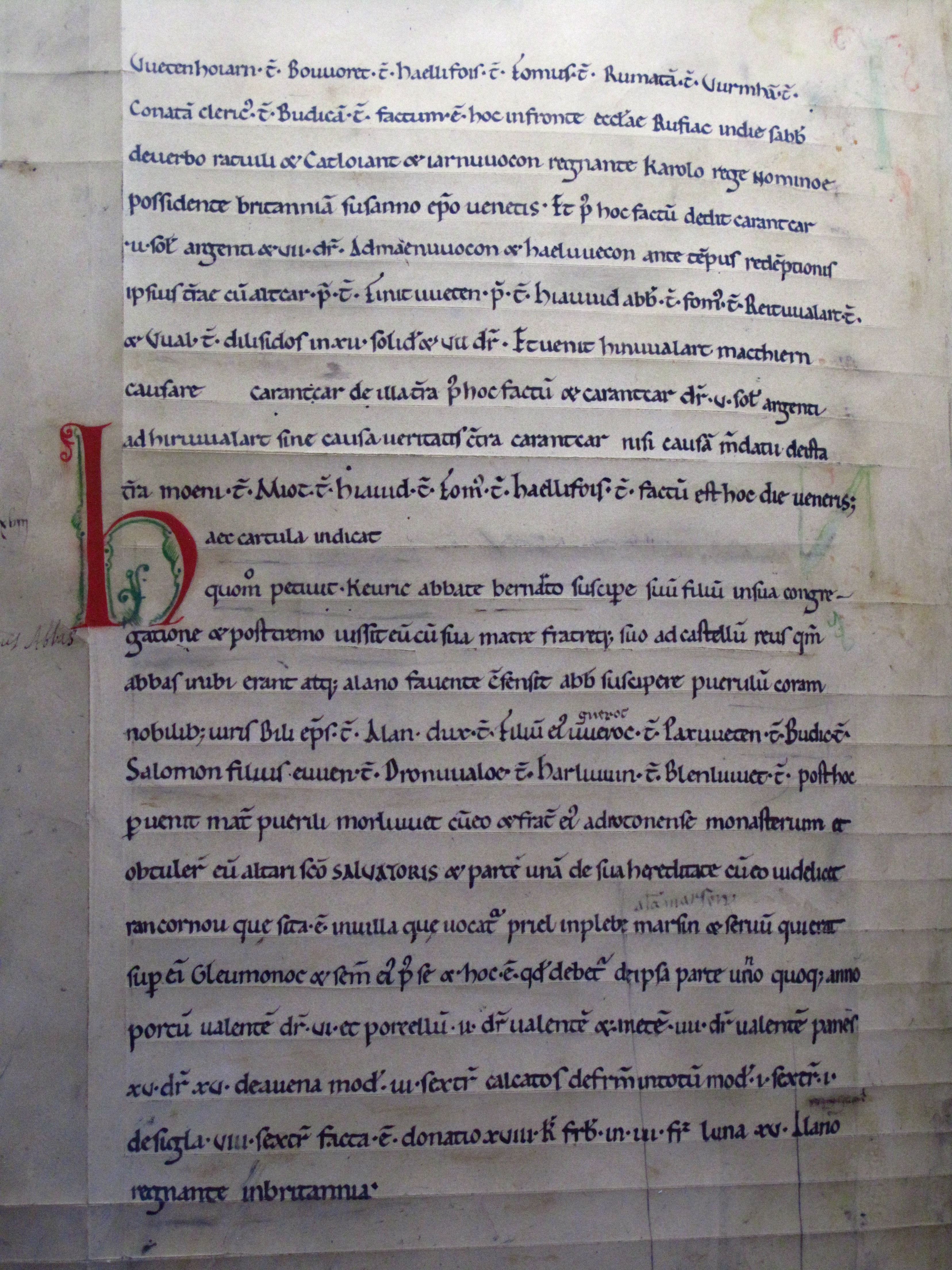
Page du Cartulaire (charte 378 du 15 janvier 895 mentionnant Keuric, seigneur de Marzan).

Le cartulaire de l’abbaye de Redon est un recueil de chartes de la fin du VIIIe siècle au milieu du XIIe siècle.

## Un recueil d'actes de propriété foncière
Le document contient les copies collationnées des titres de propriété foncière de l'abbaye de Saint-Sauveur, établissement monastique fondé à Redon (actuel département d'Ille-et-Vilaine) en 832 par Konuuoion sous la protection du roi breton Nominoë. La collation a débuté dans la seconde moitié du XIe siècle, sous l'abbatiat d'Aumod (1062-†1083),. Deux des copistes ont indiqué leur nom : Judicaël et Gwegon.
Le cartulaire rassemble 391 actes en latin, sur 147 parchemins de 375 mm de haut sur 275 mm de large. Toutefois les noms propres sont en vieux breton, notamment ceux des nombreux témoins figurant au bas de chaque acte.
Les chartes concernent des domaines ou des terres situés un peu partout en Bretagne. Un bon nombre d'entre elles correspond à des biens qui se concentrent cependant dans la vallée de la Vilaine, dans l'actuel Morbihan oriental et à l'ouest de la Loire-Atlantique actuelle.

## Intérêt historique
Ce document est une source majeure d'informations pour la connaissance de l'Histoire de la Bretagne à l'époque médiévale, en particulier au haut Moyen Âge, ainsi que pour la toponymie et l'anthroponymie bretonnes. L'index établi par le linguiste Bernard Tanguy regroupe 2100 noms de personnes et 800 noms de lieux, sans compter les variantes.
- Exemple de nom d'homme mentionné dans le cartulaire : le nom à caractère guerrier relevé dans plusieurs actes sous les formes maenchi, maengi ou menki qui associe les mots bretons maen "pierre" et ki "chien", sous-entendu "dur comme la pierre et combatif comme un chien". Le nom correspond au patronyme actuel francisé Menguy, Le Menguy[5].
- Exemple de nom de lieu : le nom de l'actuelle commune de Ploërmel (Morbihan) y  est noté dans une charte de 864 avec la graphie Plebs Arthmael[6], soit la "paroisse" (Plou en breton) d'un dénommé Arth-Mael, lequel est un hagionyme composé des mots bretons  Arth "ours" (symbole guerrier) et Mael "chef, prince"[7].

## Conservation
Le cartulaire de Redon est conservé aux Archives historiques du diocèse de Rennes et a fait l'objet de deux éditions principales, l'une en 1863 et l'autre en 1998-2004 (Voir bibliographie).

## Petit cartulaire de Redon
Il convient de noter qu'il existe un autre document, parfois appelé Petit cartulaire de Redon, qui ne comporte plus que trois feuillets sur les 14 qu'il contenait encore en 1840. Il a été compilé quant à lui dans le deuxième quart du XIIe siècle. L'une des feuilles est conservée à la mairie de Redon, les deux autres à la BNF.

## Sources

#### Éditions
- Aurélien de Courson, Cartulaire de l'abbaye de Redon en Bretagne ; P., Imprimerie impériale (Collection de documents inédits sur l'Histoire de France ; 1re série : Histoire politique), 1863 lire en ligne sur Gallica.
- Hubert Guillotel, André Chédeville et Bernard Tanguy, Cartulaire de l'abbaye Saint-Sauveur de Redon - tome I ; Rennes, ed. Association des Amis des Archives historiques du diocèse de Rennes Dol et Saint-Malo, 1998.
- Jean-Pierre Brunterc'h, Hubert Guillotel, Bernard Tanguy et al., Cartulaire de l'abbaye Saint-Sauveur de Redon - tome II ; Rennes, ed. Association des Amis des Archives historiques du diocèse de Rennes, Dol et Saint-Malo, 2004 (études sur la partie perdue du cartulaire, sur le deuxième cartulaire, sur les lettrines et les encres, suivies d'un index général).

#### Études
- Arthur de La Borderie, La chronologie du Cartulaire de Redon ; Rennes, Oberthur, 1901 lire en ligne sur Gallica.
- Pêr Flatrès, Les anciennes structures rurales de Bretagne d'après le cartulaire de Redon. Le paysage rural et son évolution, École nationale des Chartes (Positions des thèses, t. 41, 1971).
- Bernard Tanguy, Les noms de lieux dans le cartulaire de Landévennec, Landévennec et le monachisme breton dans le Haut-Moyen Âge, in Actes du colloque du XVe siècle centenaire de l’abbaye de Landévennec, Landévennec, 1985, p. 153
- Hubert Guillotel, Les cartulaires de l’abbaye de Redon, in la Mémoires de la Société d'histoire et d'archéologie de Bretagne, t. LXIII, 1986, pp 27–48.
- Hubert Guillotel, Cartulaires bretons médiévaux, in Les cartulaires. Actes de la table ronde organisée par l'École nationale des chartes ; P., École des chartes et Genève, Droz, 1993, pp. 325–341.
- Bernard Tanguy, Le cartulaire de Redon : un témoignage médiéval sur le paysage, in Kreiz n° 11 (Brest, Crbc), 1998, pp. 21–31.
- Marie Hodicq, L'abbaye Saint-Sauveur de Redon au XIe et XIIe siècles : les raisons d'un cartulaire, Maîtrise d'histoire (sous la dir. de Joëlle Quaghebeur), Université de Bretagne-Sud, Lorient, 2001.